# Ba Faraba Island
Ba Faraba Island ist eine Binneninsel im Gambia-Fluss im westafrikanischen Staat Gambia.
Die unbewohnte rund zweieinhalb Quadratkilometer große Insel liegt rund zehn Kilometer flussabwärts von Pasari Island. Sie ist ungefähr vier Kilometer lang und in der Mitte rund 560 Meter breit. Ba Faraba Island ist im Westen, also flussabwärts durch einen rund 48 Meter breiten Kanal von Pappa Island  getrennt.